# Aizen Myōō

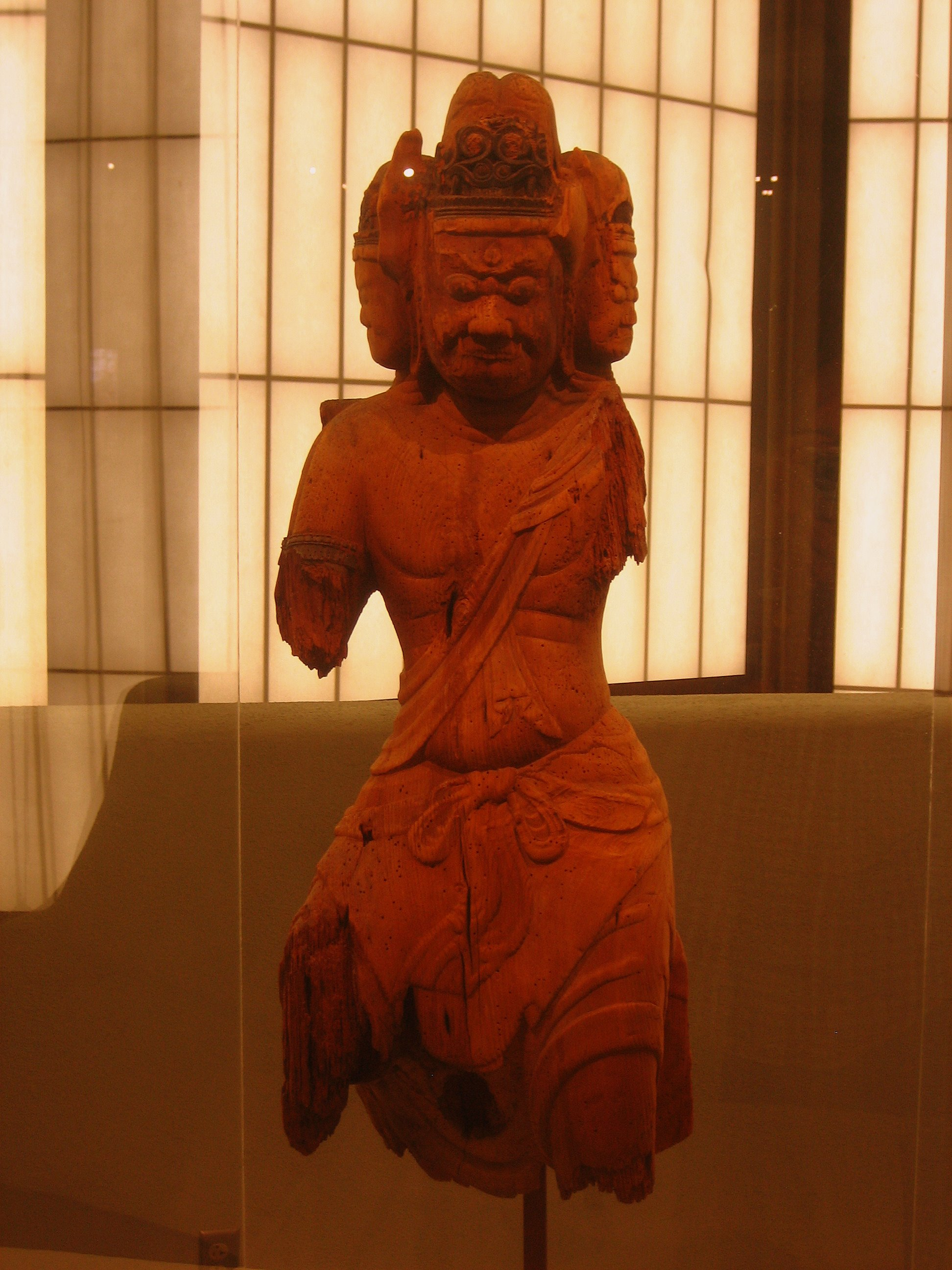
Scultura giapponese in legno di Aizen Myo-o

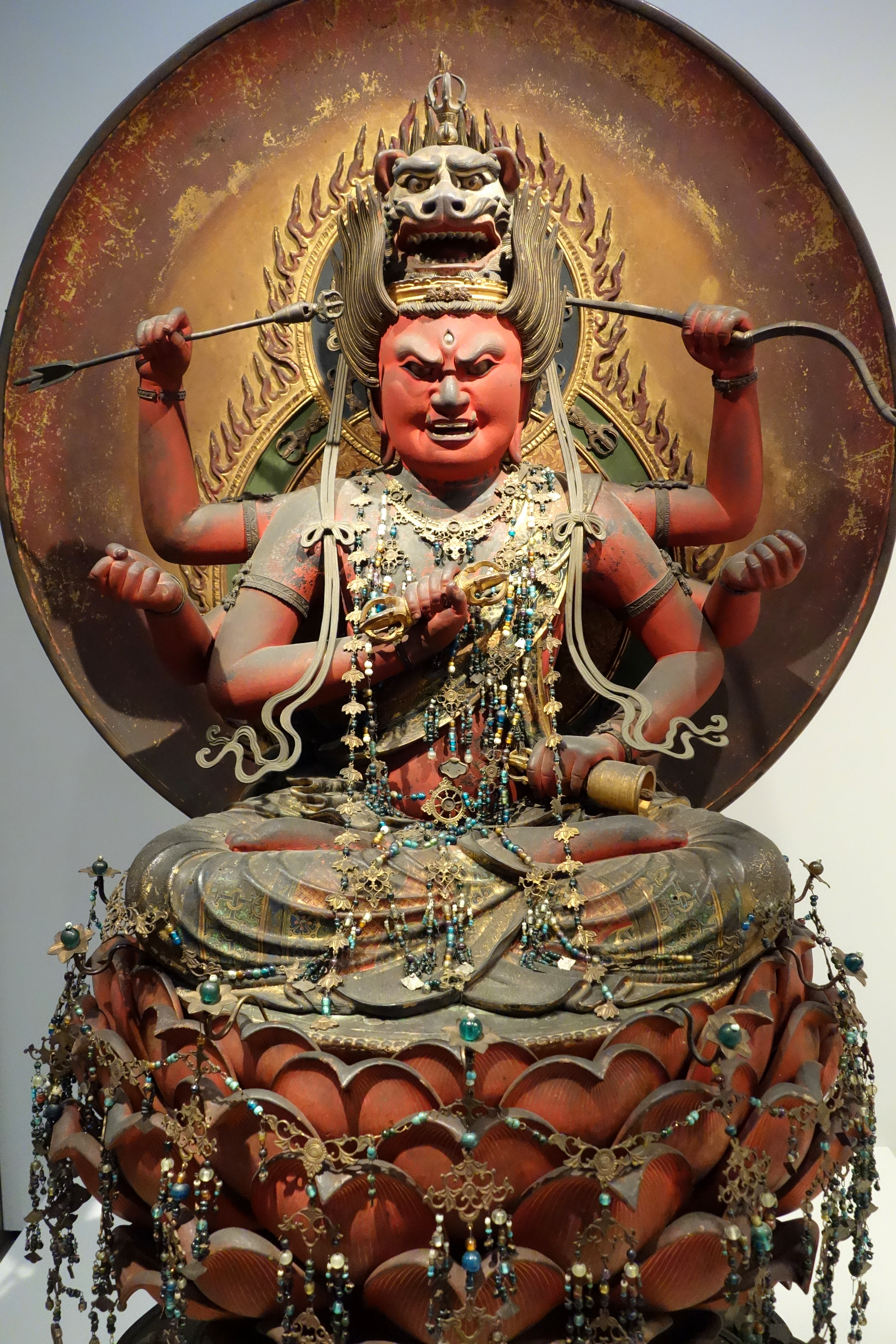
Aizen Myōō (Rāgarāja), periodo Kamakura, XIII secolo, Museo nazionale di Tokyo, Bene culturale importante

Aizen Myōō (愛染明王), in sanscrito Rāgarāja (रागराज), è una divinità del buddismo Mahāyāna delle tradizioni Vajrayāna. È particolarmente venerato nei rami Shingon e Tendai del buddismo giapponese, così come nelle scuole Tángmì e Mìzōng del buddismo esoterico cinese.

## Nomenclatura
Rāgarāja è noto per trasformare la lussuria mondana in risveglio spirituale. Originariamente una divinità indù, fu adattato dal buddhismo Mahāyāna. Quando le scritture relative a lui raggiunsero la Cina durante la dinastia Tang, il suo nome sanscrito fu tradotto come Àirǎn Míngwáng "Re della saggezza macchiato dall'amore". In giapponese gli stessi caratteri Kanji si leggono Aizen Myō'ō.
Il mantra di Aizen Myōō è :
「おん まかあらぎゃ ばさら うしゅにしゃ ばさらさたば じゃうんばんこ」

## Raffigurazione
Rāgarāja, noto anche come Aizen-Myōō, è uno dei tanti Vidyārāja (re della saggezza), ma non nel tradizionale raggruppamento dei cinque grandi Myō-ō, o Godai Myō-ō come Acala (Fudo-Myōō).
Ci sono quattro diversi mandala associati a Rāgarāja: il primo lo pone con trentasette servitori deva, il secondo con diciassette. Gli altri due sono casi speciali: uno realizzato da Enchin, quarto patriarca Tendai, l'altro è un mandala Shiki che rappresenta le divinità usando le sillabe dei loro mantra disegnate in bonji.
È ritratto come un uomo dalla pelle rossa con un aspetto spaventoso, un terzo occhio verticale e capelli selvaggi e fiammeggianti che rappresentano rabbia, lussuria e passione. Rāgarāja è anche raffigurato in statue e thangka con due teste: Rāgarāja e Acalao Rāgarāja e Guanyin, entrambe le iterazioni simboleggiano una commistione di energie soggiogate e complementari, tipicamente maschili/femminili ma anche maschili/maschili. Esistono due, quattro o sei incarnazioni armate di Rāgarāja ma quella a sei braccia è la più comune. Quelle sei braccia portano una campana che chiama alla consapevolezza; un vajra, il diamante che taglia l'illusione, un fiore di loto non aperto che rappresenta il potere di sottomissione, un arco e frecce (a volte con Rāgarāja che lancia la freccia verso il cielo) e l'ultimo che tiene qualcosa che non possiamo vedere e che solo i praticanti esoterici avanzati sanno di cosa si tratta. Rāgarāja è più comunemente raffigurato seduto nella posizione del loto su un'urna che espelle gioielli che mostrano beneficenza nell'esaudire i desideri. Rāgarāja era popolare tra i commercianti cinesi che lavoravano nel mestiere di tintura dei tessuti, tipicamente realizzato con il sorgo. È ancora venerato come patrono dei proprietari terrieri, delle prostitute, della comunità LGBT e viene invocato dai devoti per una casa pacifica e un'abbondante fortuna negli affari. Di solito ha una testa di leone in cima alla testa, tra i suoi capelli, che rappresenta la bocca in cui possono essere nutriti pensieri e desideri. Alcuni di questi sono i desideri dei devoti locali che fanno richieste formali di successo nel matrimonio e nei rapporti sessuali. Rāgarāja è simile alla forma rossa della dakini Tārā, chiamata Kurukullā, del buddismo tibetano.
Secondo il Yogins Sutra (probabilmente un'opera apocrifa attribuita al grande patriarca buddista Vajrabodhi) Rāgarāja rappresenta lo stato in cui l'eccitazione o l'agitazione sessuale imbrigliata - che sono altrimenti viste come contaminazioni - sono considerate equivalenti all'illuminazione "bonno soku bodai", e l'amore appassionato può diventare compassione per tutti gli esseri viventi.
I mantra di Rāgarāja sono pronunciati nelle traslitterazioni cinesi o giapponesi del sanscrito; le cadenze dipendono dalla rispettiva regione in cui risiedono e praticano i suoi devoti, e se nelle scuole Shingon o Tendai. La sua vocale seme, come scritta in bonji, è pronunciata "HUM", di solito con una forte enfasi derivante dall'uso dei muscoli della parte inferiore del ventre. Questo fa parte della pratica sincretica di mescolare Tantra e Buddismo come era popolare nelle corti durante il periodo Heian e tra le classi inferiori sia della Cina che del Giappone. La sua popolarità in Giappone raggiunse l'apogeo quando un sacerdote Shingon usò canti e rituali magici per evocare i Kamikaze che proteggevano i giapponesi dagli invasori nati dal mare.